# Айон (комікс)
«Айон» (фр. Aiôn, англ. Aion) — французький авторський графічний роман від Людовіка Рьйо з науково-фантастичною тематикою. Комікс був виданий видавництвами: «Dargaud» (фр.) та «Europe Comics» (англ.) у 2019.

## Сюжет
Капітан Лексі Ніл вважала, що пожертвувала роками життя зі своєю донькою, коли покинула Землю у десятирічну подорож через глибини космосу. Але коли сигнал лиха виводить її з гіперсну на кілька років раніше терміну, вона опиняється на таємничому місяці Айон, де мешкають екзотичні дикі тварини й дослідницька станція, присвячена вивченню "особливостей місяця". Це може означати, що з'явився шанс почати все спочатку, ніби вона ніколи й не покидала Землю... Але скоро Лексі дізнається, що досвід приходить з часом.

## Світ
Персонажі:
- Лексі Ніл

Місця:
- Айон

## Історія публікації
Графічний роман вийшов 26 червня 2019 року у видавництві «Dargaud».
17 липня 2019 року, видавництво «Europe Comics» видало англійську версію цього коміксу.